# Lepanus dichrous
Lepanus dichrous är en skalbaggsart som beskrevs av Gillet 1925. Lepanus dichrous ingår i släktet Lepanus och familjen bladhorningar. Inga underarter finns listade i Catalogue of Life.